# Heteropanax
Heteropanax és un gènere de plantes amb flor de la família de les Araliàcies. Comprèn 8 espècies natives del sud-est asiàtic i la Xina.